# 毎日大阪会館
毎日大阪会館（まいにちおおさかかいかん）は、大阪市北区堂島1-6-20に所在していた、毎日新聞大阪本社、毎日放送本社などが入居していたビル。1997年閉鎖。
会館は北館と南館があり、現在、北館跡には堂島アバンザ、南館跡にはホテルエルセラーン大阪と堂島プラザビルが建つ。
運営していた毎日大阪会館は2005年4月、毎日ビルディングに吸収合併されている。

## 概要
1954年に設立した毎日大阪会館は北館と南館に分かれており、1956年に北館が、1958年に南館がそれぞれ落成。北館に毎日文化ホール、南館に毎日ホールと大毎地下劇場があった。
開館と同時に毎日新聞の生涯学習講座である「毎日文化教室」が発足し、1980年に吹田駅前に移転するまで教室を構えていた。また、毎日放送（MBS）本社機能としても1990年8月まで使用されていた（スタジオや本社機能の大半は1967年以降、吹田市の毎日放送千里丘放送センターに移転。1990年9月1日に茶屋町の現社屋に移転するまで「登記上の本店」であった）。

### 毎日文化ホール
毎日文化ホールは1956年にNJBホールとして北館11階に開館。主にMBSラジオ・テレビの公開番組の収録会場として使用されていた。その後ミリカホールの落成により、主に名作洋画を低料金で上映する「大毎地下名画鑑賞会」の会場として利用された。

### 毎日ホール
1958年の南館落成と同時に開場。1418席収容。主に演劇・コンサート会場として使用されていた。邦画名作の再上映を行う「映像のロマン」の会場でもあり、映写機能も備えていた。
1995年に劇団四季が「オペラ座の怪人」の大阪公演（3回目）を、初演以来使用してきた近鉄劇場に代わって毎日ホールを劇団四季が改装し、上演することになった。座席数はMBSラジオの周波数に合わせて1179席。それを機に劇団四季の大阪における拠点劇場と位置づけられ、MBS劇場と改称した。その後も、劇団四季のみならず、演劇・ミュージカル専門劇場として使用された。1997年に閉鎖され、大阪ビジネスパークに移転する形で大阪MBS劇場（後のシアターBRAVA!）として再開場した。

### 大毎地下劇場
大毎地下劇場（だいまいちかげきじょう）は南館の地下1階に存在した映画館。ムーブオーバー作品を2本立ての低料金で上映した名画座だったが、1993年3月28日に閉館。ビルの上にある毎日ホールがミュージカル専用劇場に改装されることに伴い、大毎地下劇場も整理対象となった。